# The Desert Claim
The Desert Claim è un cortometraggio muto del 1911 interpretato e diretto da Arthur Mackley, prodotto e scritto da Gilbert M. 'Broncho Billy' Anderson.

## Produzione
Il film fu prodotto dalla Essanay Film Manufacturing Company. Venne girato in California, a San Rafael e sul Lago Tahoe.

## Distribuzione
Distribuito dalla General Film Company, il film - un cortometraggio in una bobina - uscì nelle sale cinematografiche USA il 25 novembre 1911.